# Ur-Finno-Ugrisch
Urfinnougrisch ist eine rekonstruierte Ursprache und die Ausgangssprache der finno-ugrischen Sprachen. Sie stammt vom Ururalischen ab, das sich in Urfinnougrisch und Ursamojedisch teilte. Diese Klassifizierung ist jedoch nicht problemlos. Urfinnougrisch kann auch als geografische Gruppe ururalischer Dialekte verstanden werden, weil die Unterschiede gering sind. Es wird vermutet, dass Urfinnougrisch im Gebiet zwischen der Ostsee und dem Ural gesprochen wurde.
Urfinnougrisch hatte sieben Fälle: Nominativ, Genitiv, Akkusativ, Lokativ, Allativ, Ablativ und Adverbial, deutlich weniger als manche heutige finnougrische Sprache wie etwa Finnisch (15 Fälle).

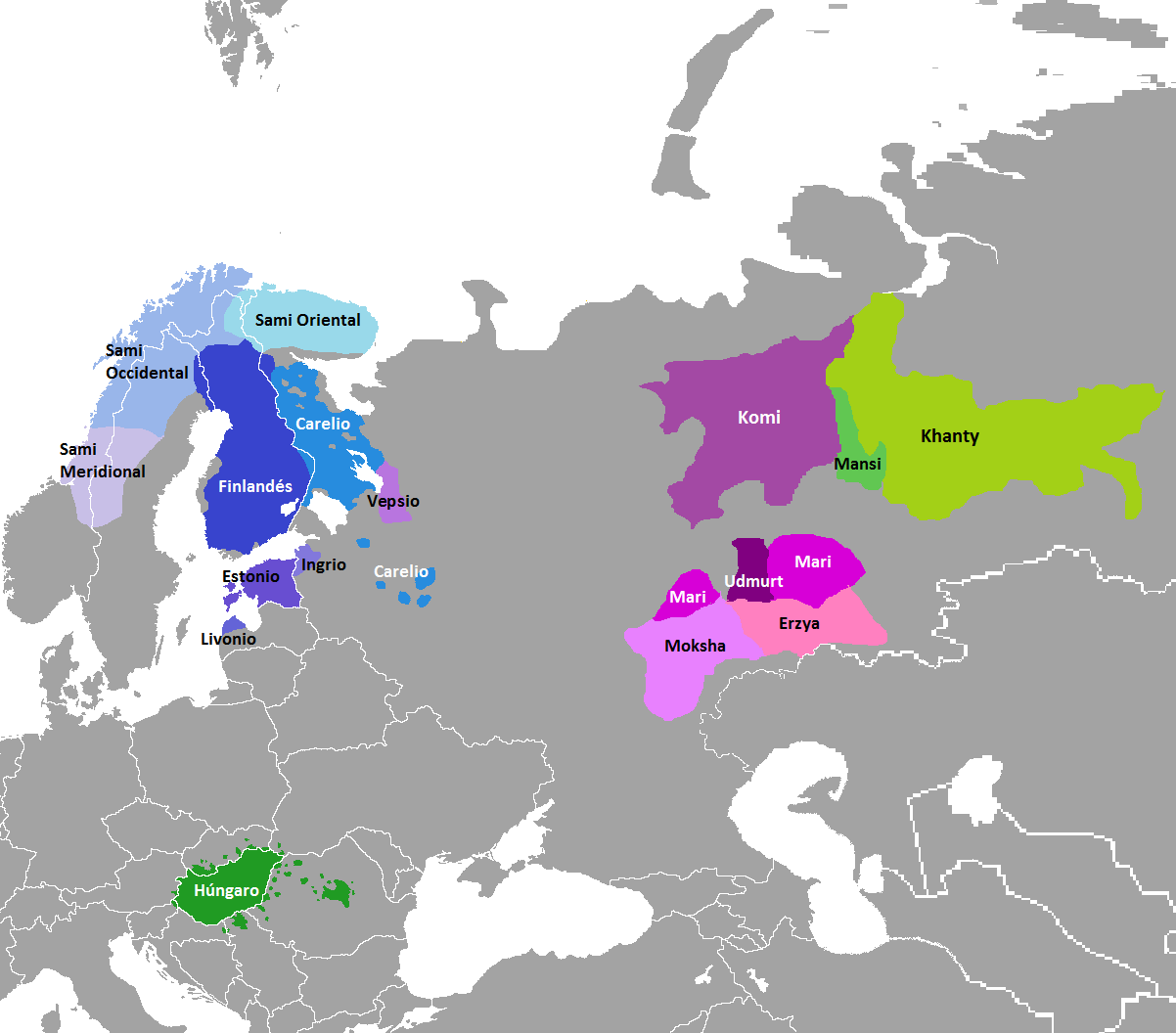
Verbreitung der finno-ugrischen Sprachen